# Josep Miret i Musté
|  | Aquest article tracta sobre el polític comunista. Si cerqueu l'escultor, vegeu «Josep Miret i Llopart». |

Josep Miret i Musté (Barcelona, 1907 – Florisdorf, Mauthausen, Àustria 1944) fou un polític comunista català.
Estudià a l'Escola Elemental del Treball, on va aprendre l'ofici de manyà. Combinà la seva feina amb la militància política i la pràctica del rugbi. Era jugador de la secció de rugbi del FC Barcelona.
Afiliat a la Unió Socialista de Catalunya (USC), fou president de la seva Joventut. Va tenir un paper destacat en el triomf antifeixista del 19 de juliol del 1936 a Barcelona. Dos dies més tard l'USC s'incorporava al Partit Socialista Unificat de Catalunya (PSUC).
El 1937 fou nomenat conseller de proveïments del govern de la Generalitat de Catalunya, càrrec que deixà per incorporar-se a l'exèrcit. Després de la victòria franquista en la guerra civil espanyola, s'instal·là a París, com a dirigent del PSUC a l'exili i col·laborà amb la Resistència francesa contra els nazis.
Un germà seu, Conrad Miret, dirigent del moviment Franctiradors i partisans francesos (FTPF), en particular de la secció Agrupació Guerrillera Espanyola, amb el nom en clau de Lucien, fou detingut pels nazis a París a final del 1941 o començament del 1942 i torturat fins a la mort, desapareix sense deixar rastre. El 1943, Josep Miret fou detingut pels alemanys, que l'internaren al camp de concentració de Mauthausen, on formà part de la resistència interna als Kommandos de Schwechat i de Florindorf fins a morir assassinat pels nazis el 17 de novembre del 1944, rematat després d'haver estat ferit durant un bombardeig aliat.
Sembla que Miret deixà una filla fruit de la relació amb la seva companya Lilí, de nom Magdalena, però que mai va arribar a conèixer.